# Dionysius Padtbrugge

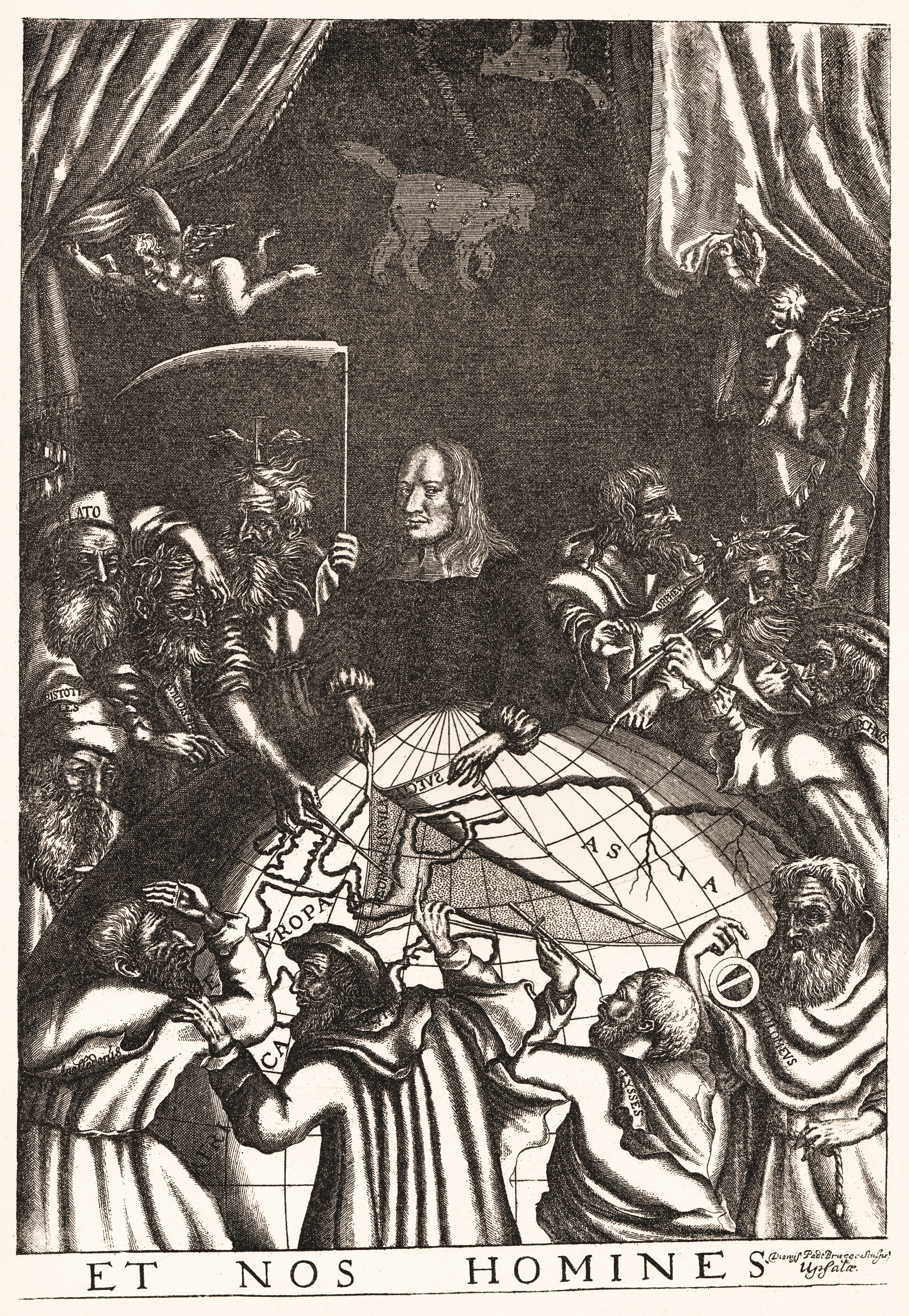
Titelblad till atlasbandet av Atlantica. Gravyren avbildar bland annat verkets författare Olof Rudbeck den äldre.

Dionysius Padtbrugge, född omkring 1629, död efter 1680, var en nederländsk kopparstickare.

## Biografi
Padtbrugge var från 1652 verksam i Amsterdam och Haag och från 1672 i Stockholm. Under sin svenska tid utförde Padt-Brugge porträtt, bland annat av Jakob De la Gardie, Karl XI och Hedvig Eleonora, han utförde titelblad till skrifter av Georg Stiernhielm och Olof Rudbeck den äldre samt illustrationer till Johan Widekindis svensk-ryska krigshistoria. Padtbrugge är representerad vid Nationalmuseum och Uppsala universitetsbibliotek.

### Övriga källor
- Carlquist, Gunnar, red (1937). Svensk uppslagsbok. Bd 20. Malmö: Svensk Uppslagsbok AB. sid. 1121